# Snada
Snada, Senada ou S'nada é uma localidade e comuna situada junto à costa mediterrânica do norte de Marrocos, cerca de 40 km a oeste de Al Hoceima. A comuna faz parte da província de Al Hoceima e da região de Taza-Al Hoceima-Taounate. Em 2004 tinha 9 870 habitantes
Antigamente chamada Thara n Bades (Fonte de Bades), Snada encontra-se junto aos limites sul do Parque Nacional de Al Hoceima. O principal monumento histórico da localidade é o seu casbá (kasbah; alcácer ou castelo), cuja história está ligada ao sultão saadiano deposto Mulei Maomé (Maomé Mutavaquil), que por sua vez está ligado ao desastre de Alcácer-Quibir, durante o qual desapareceu o rei português D. Sebastião.

## História
Maomé Mutavaquil refugiou-se em Snada a 20 de novembro de 1577, após ter sido perdido a guerra civil que durava há um ano contra o seu tio Abu Maruane Abedal Maleque I, que lhe usurpou o trono de Marrocos com o apoio dos otomanos. No dia seguinte Mutavaquil enviou uma carta ao comandante da fortaleza espanhola de Vélez de la Gomera, situada  nas vizinhanças de Snada, pedindo-lhe que informasse o rei Filipe II  da sua situação de reclusão no casbá.
Dois dias depois, a 23 de novembro, Mutavaquil enviou outra carta pedindo ajuda ao rei espanhol para recuperar o seu trono. Este pedido foi atendido, e o conselho de guerra espanhol, reunido em Madrid a 13 de dezembro, concedeu autorização a Mutawwakil para refugiar-se em Vélez de la Gomera com a sua família. Devido aos acordos entre Portugal e Espanha, só os portugueses estavam autorizados a entrar em território marroquino, pelo que Filipe II informou o rei português D. Sebastião que tinha concedido asilo a Mutavaquil, por intermédio do embaixador espanhol em Lisboa.
A 20 de janeiro chegaram a Vélez de la Gomera seis navios enviados por D. Sebastião carregados de material de guerra. O comandante português Sebastião Gonçalves encontrou-se com Mutavaquil no casbá de Snada, transmitindo-lhe a intenção do rei português de o ajudar a receuperar o trono. A 14 de fevereiro,  Mutavaquil reuniu as suas tropas numa praia próxima de Vélez de la Gomera e, sob a proteção de canhões espanhóis, aguardou a ordem de D. Sebastião para navegar para Ceuta, para onde partiu a 26 de março de 1578.
O casbá de Snada tal como existe atualmente foi construído durante o reinado de Mulei Ismail (r. 1672-1727).
A localidade é também célebre por ser a origem da confraria muçulmana dos santos Ouazzani, conhecidos pela sua luta de séculos contra qualquer tipo de invasão estrangeira dos seus territórios.